# ارگانیک اسیدوری
ارگانیک اسیدوری که با نام ارگانیک اسیدمی نیز خوانده می‌شود، شامل گروهی از خطاهای ارثی متابولیسم اسیدهای آلی است که در اوایل زندگی بیماری شدید و خطرناک ایجاد می‌کند. این نقائص، متابولیسم واسطه‌ای را در گیر کرده و با تجمع اسیدهای کربوکسیلیک مشخص می‌گردند که با آزمون گاز کروماتوگرافی -اسپکترومتری جرمیِ ادرار تعیین می‌شوند.
برخی از مبتلایان فقط دچار مشکلات مغزی هستند. مهم‌ترین انواع ارگانیک اسیدوری توسط نقایصی به وجود می‌آیند که با متابولیسم پیچیده اسیدهای آمینه با زنجیره جانبی مرتبط هستند. تفاوت عمده بین بسیاری از ارگانیک اسیدوری‌ها و نقائص اسیدهای آمینه، تجمع متابولیتهای کوآ در دسته اول می‌باشد. نظر به اینکه محل نقص آنزیمی در ارگانیک اسیدوری‌ها از مرحله‌ای که در آن گروه آمینو از دست می‌رود آنقدر دور است که در آن‌ها اسیدهای آمینه تجمع نمی‌یابند، این دسته از بیماری‌ها با روش‌های بررسی اسیدهای آمینه قابل کشف نیستند.
آزمون کروماتوگرافی گازی-اسپکترومتری جرم روش بررسی کمی اسیدهای آلی در ادرار می‌باشد. روش مهم دیگر جهت کشف استرهای کارنیتین اسیدهای آلی، اسپکترومتری پیاپی جرم است. روش اخیر، غربالگری این دسته از بیماری‌ها را در دوره نوزادی امکان‌پذیر می‌سازد. علاوه بر این، گاز کروماتوگرافی- اسپکترومتری جرم اساس پایش سطوح متابولیتهای مربوطه در فرایند درمان این دسته از بیماری‌ها می‌باشد.
بطور کلی اثرات درمانی وقتی قابل توجه است که غلظت متابولیتهای تجمع یافته در کمترین سطح ممکن حفظ شود که البته بجز در خطاهای ارثی که به درمان با کوفاکتور پاسخ می‌دهند، این غلظت به ندرت صفر می‌گردد. به‌طور معمول سطح متابولیت تجمع یافته در یک حد ثابت حفظ می‌شود و محدودیت بیشتر مصرف متابولیت، منجر به افزایش کاتابولیسم و تجمع بیشتر متابولیت، اختلال در وزن‌گیری و توازن منفی ازت می‌شود. در اغلب موارد، بررسی اسیدهای آلی با حضور ترکیباتی که از متابولیتهای باکتری‌های روده‌ای تولید می‌شوند، عوامل دارویی، مکمل‌های غذایی یا کمبودهای تغذیه‌ای مخدوش می‌گردد. این دسته از بیماری‌ها اغلب با کتوز همراه هستند که با دفع زیاد استواستات و ۳ بتا هیدروکسی بوتیرات مشخص می‌شوند. در صورتی که کتوز شدید باشد، افزایش در دفع ۳ هیدروکسی ایزو والرات، ۳ هیدروکسی ایزوبوتیرات و اسیدهای دی کربوکسیلیک از جمله ترکیبات ۳ هیدروکسی با زنجیره بلند نیز رخ می‌دهد. این الگو ممکن است با نقص آنزیم ۳ هیدروکسی آسیل کوآ دهیدروژناز واجد زنجیره بلند اشتباه شود. اما در مورد اخیر، میزان کتونوری به‌طور نامتناسب پایین است. کم بودن کتونوری همراه، وجود سایر نقائص اکسیداسیون اسید چرب که با وجود دی کربوکسیلیک اسیدوری پیشنهاد می‌شوند را نیز رد می‌کند.
در نقائص اکسیداسیون اسیدهای چرب، نسبت اسید آدیپیک به اسید ۳ بتا هیدروکسی بوتیریک بیش از ۰٫۵ می‌باشد. علاوه بر این وجود اسید لاکتیک در خون و ادرار هم ممکن است گیج‌کننده باشد، زیرا افزایش هم‌زمان با این ترکیبات، نه تنها در اسید پیروویک، بلکه در اسیدهای هیدروکسی و کمپلکس کتواسیدهای با زنجیره جانبی نیز همانگونه که در نقائص زیر واحد E3 پیرووات دهیدروژناز دیده می‌شود، مشاهده می‌گردد. عامل مخدوش‌کننده دیگر این یافته‌ها، متابولیسم باکتریایی در روده می‌باشد که به ویژه در سندرم‌های سوء جذب اهمیت می‌یابد. در این موارد D اسید لاکتیک یکی از ترکیباتی است که در ادرار یافت می‌شود که جهت تعیین آن بایستی بررسی آنزیمی خاصی صورت گیرد یا پس از درمان بیمار با نئومایسین خوراکی یا مترونیدازول، ادرار مجدداً بررسی گردد. سایر ترکیباتی که از باکتری‌های روده‌ای تولید می‌شوند، شامل متابولیتهای پروپیونات از جمله متیل مالونات و ترکیبات آروماتیک نظیر ۴ هیدروکسی فنیل استات، ۴ هیدروکسی فنیل پیرووات، ۴ هیدروکسی فنیل لاکتات، فنیل استیل گلوتامین، فنیل پروپیونیل گلیسین، گلوتارات، بنزوات و هیپورات هستند.
عفونت باکتریایی سیستم ادراری نیز D اسید لاکتیک تولید کرده و مشخصه این عفونت باکتریایی سیستم ادراری نیز افزایش دفع ۲ اوکسو گلوتارات است. در این موارد سوکسینات و ۳ هیدروکسی پروپیونات هم ممکن است افزایش یابند. مصرف والپروات نیز باعث دفع تعدادی از متابولیتهای آن به صورت اسیدهای آلی از جمله ۳ هیدروکسی ایزووالرات، P هیدروکسی فنیل پیرووات، هگزانوئیل گلیسین، تیگلیل گلیسین، هیدروکسی هگزانوات گلیسین، ایزووالریل گلیسین و انواعی از اسیدهای دی کربوکسیلیک می‌شود.
در شیرخواران دفع اسیدهای دی کربوکسیلیک در ادرار نتیجه مصرف تری گلیسریدهای با زنجیره متوسط است. در این موارد، وجود ۵ هیدروکسی هگزانوات ممکن است به عنوان کلید تشخیص عمل کند، اما سایر اسیدهای دی کربوکسیلیک با زنجیره متوسط، اسید آدیپیک، اسید سوبریک و اسید سباسیک نیز یافت می‌شوند. در کودکانی که ژلاتین مصرف می‌کنند نیز مقادیر زیاد اسید آدیپیک در ادرار دفع می‌شود.

## علائم بالینی کلی در ارگانیک اسیدوری

### شکل نوزادی
شامل آسیب مغزی متابولیک، خواب آلودگی، مشکلات تغذیه‌ای، از دست دادن آب و الکترولیتها، کاهش تونوس عضلانی تنه، افزایش تونوس عضلانی اندامها، انقباضات میوکلونیک و اختلال در تنظیم سیستم عصبی که منجر
به تورم مغزی، اغماء، نارسایی چند سیستم عضوی و بوی غیرمعمول می‌شود.

### شکل متناوب مزمن
که می‌تواند تا بزرگسالی تظاهر کند شامل حملات راجعه اغماء کتو اسیدوزی، خواب آلودگی، عدم تعادل، علائم عصبی موضعی، استئوپور و سپس اغماء یا سندرم رای است.

### شکل پیشرونده مزمن
شامل اختلال رشد، استفراغ مزمن، بی اشتهایی، پوکی استخوان، کاهش تونوس عضلانی، عقب ماندگی روانی حرکتی و عفونتهای راجعه بخصوص با کاندیدا می‌باشد.

## یافته‌های آزمایشگاهی
کتوز یا کتواسیدوز، افزایش لاکتات، افزایش آمونیاک خون، کاهش یا افزایش گلوکز خون، کاهش نوتروفیلها، پلاکتها یا همه انواع سلول‌های خونی و کاهش کلسیم خون.

## روش‌های کلی تشخیص
- اسیدهای آلی ادرار: وجود متابولیتهای ویژه.
- بررسی وضعیت کارنیتین
- بررسی آسیل کارنیتین.
- بررسی‌های آنزیمی.
- بررسی اسیدهای آمینه پلاسما.

## درمانهای کلی در ارگانیک اسیدوری

### فاز حاد
خاتمه وضعیت کاتابولیک با انفوزیون گلوکز به میزان بالا، رفع اسیدوز، توقف مصرف پروتئین، حذف سموم، تجویز کارنیتین و سایر موارد.

### فاز مزمن و طولانی مدت
رژیم غذایی شامل محدودیت پروتئین، تجویز سایر اسیدهای آمینه (با بررسی دقیق ایزولوسین پلاسما که بایستی بیش از ۲۵ میکرومول در لیتر باشد)، مواد معدنی، ویتامینها، عناصر کمیاب و کارنیتین.

## عوارض کلی در ارگانیک اسیدوری
از دست رفتن غلاف میلین، نکروز مغز (بویژه عقده‌های قاعده‌ای)، التهاب کلیه و لوزالمعده، ضایعات پوستی مثل اپیدرمولیز، پوکی استخوان و آسیب عضله قلب.